# Bracon unicinctus
Bracon unicinctus är en stekelart som beskrevs av Maximilian Spinola 1808. Bracon unicinctus ingår i släktet Bracon och familjen bracksteklar. Inga underarter finns listade.